# Newman Grove
Newman Grove è un comune degli Stati Uniti d'America, situato nello Stato del Nebraska, diviso tra la contea di Madison e la contea di Platte.